# 995
995 (CMXCV) var ett normalår som började en tisdag i den julianska kalendern.

## Händelser

### Februari
- Februari – När ladejarlen Håkon Sigurdsson dör avsätter Olav Tryggvason den danske kungen Sven Tveskägg från den norska tronen och utropar sig själv till kung av Norge. Därmed upphör tillfälligt det danska väldet över Norge, som har varat sedan 970. Danskarna återtar dock makten över Norge redan fem år senare.

### Okänt datum
- Olof Skötkonung efterträder sin far Erik Segersäll som kung av Sverige vid dennes död. Därvid går Sveriges danska besittningar förlorade.
- Efter Kenneth II:s död efterträds han som kung av Skottland av sin släkting Konstantin III.
- Abul-Fat'h al-Mansur ibn Buluggin efterträds av Abu Qatada Nasir ad-Dawla Badis ibn Mansur i ziriddynastin.

## Födda
- Emund den gamle, kung av Sverige 1050–1060
- Håkon Eriksson, ladejarl över Norge 1012–1015 och 1028–1029 under de danska kungarna Sven Tveskägg och Knut den store
- Knut den store, kung av Danmark 1018–1035, av England 1016–1035 och av Norge 1028–1035 (troligen född omkring detta år)
- Olav den helige, kung av Norge 1015–1028

## Avlidna
- Februari – Håkon Sigurdsson, jarl över Norge under de danska kungarna Harald Blåtand och Sven Tveskägg sedan 970
- Erik Segersäll, kung av Sverige sedan 970
- Kenneth II, kung av Skottland sedan 971
- Lady Finella, skotsk adelskvinna och mördare.